# 시리아 요리

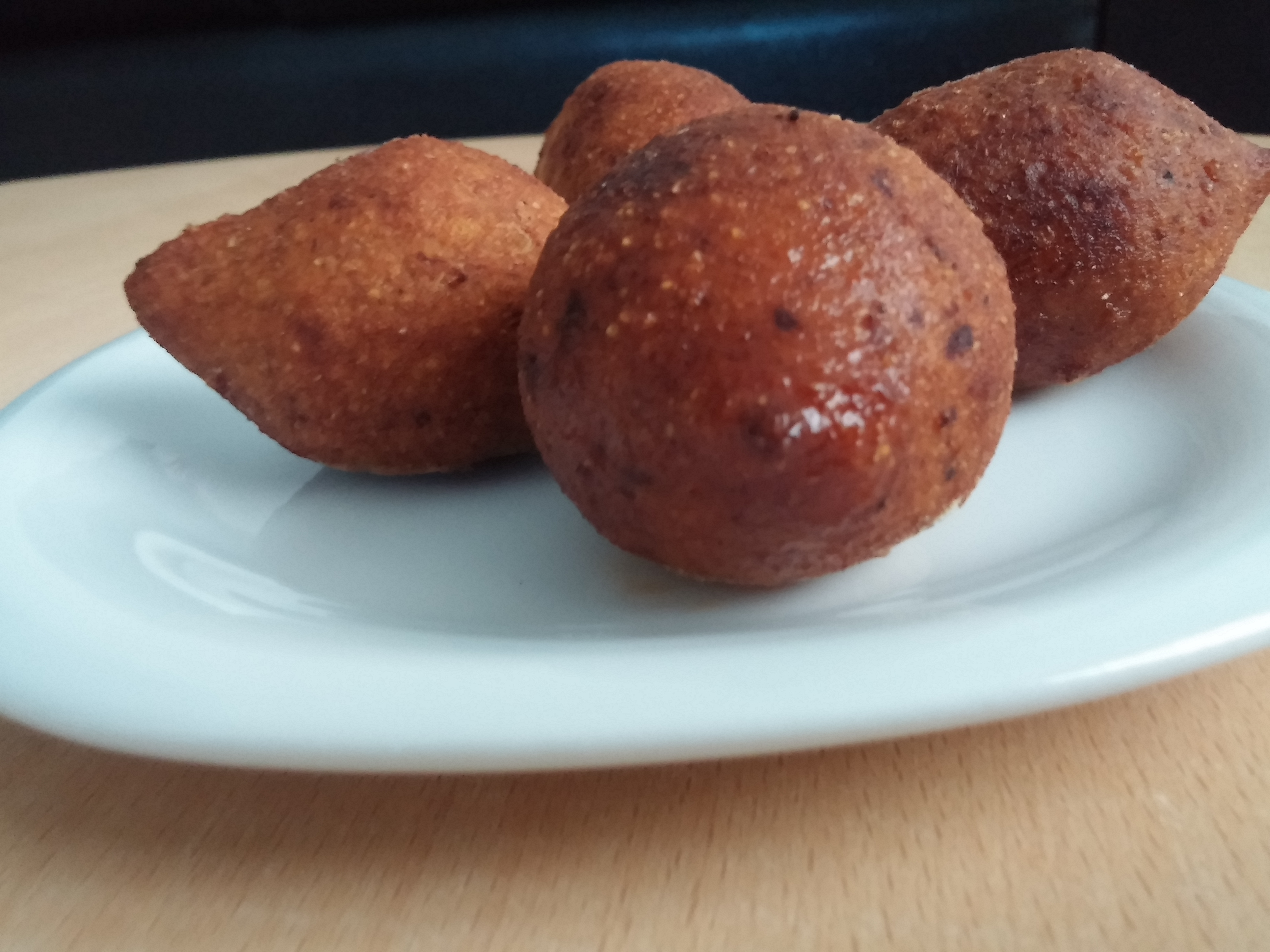
킵베

시리아 요리(Syria 料理, 아랍어: مطبخ سوري 마트바크 수리이[*])는 서남아시아 레반트 지역에 있는 시리아의 요리이다.
시리아 요리는 주로 가지, 주키니호박, 양파, 마늘, 고기 (주로 양고기 및 가금류), 유제품, 불구르, 참깨, 쌀, 병아리콩, 밀가루, 잣, 누에콩, 렌즈콩, 양배추, 콜리플라워, 포도나뭇잎, 절임 순무 또는 오이, 토마토, 시금치, 올리브유, 레몬주스, 파슬리, 박하, "바하라트의 무샤칼라", 개암, 피스타치오, 벌꿀 및 과일이라고 하는 향신로 혼합물을 포함한다.

## 음식

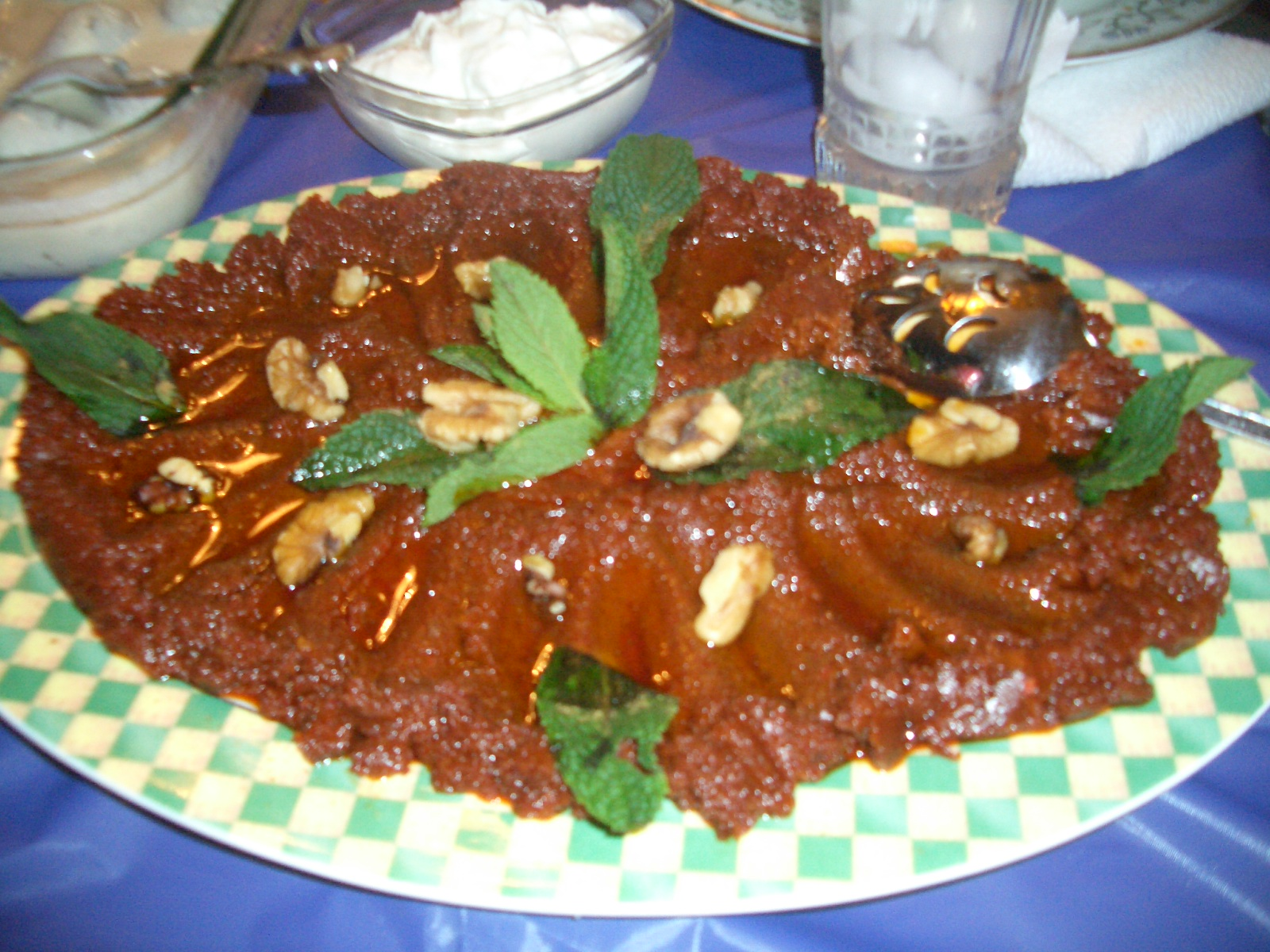
무함마라

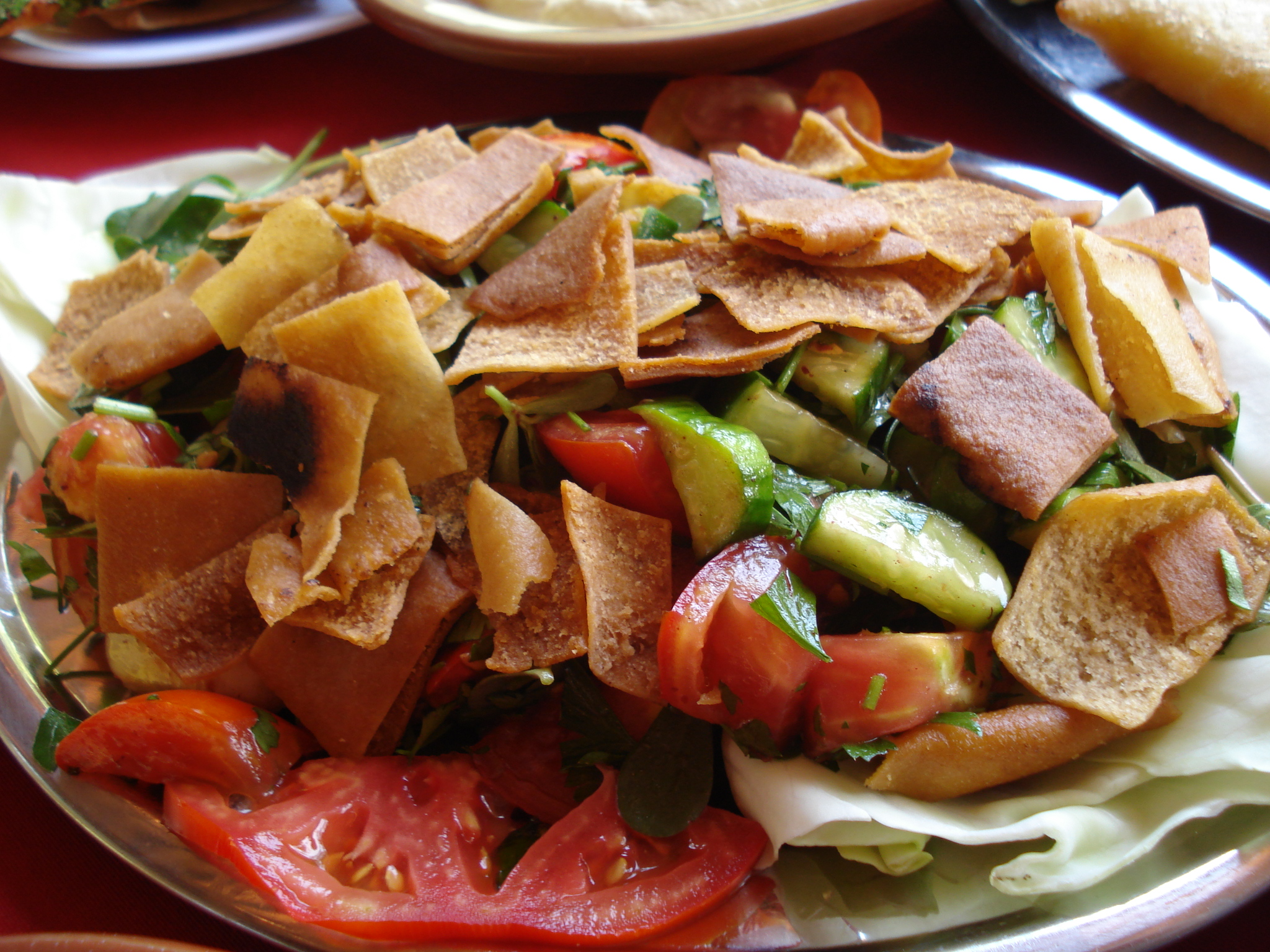
파투슈

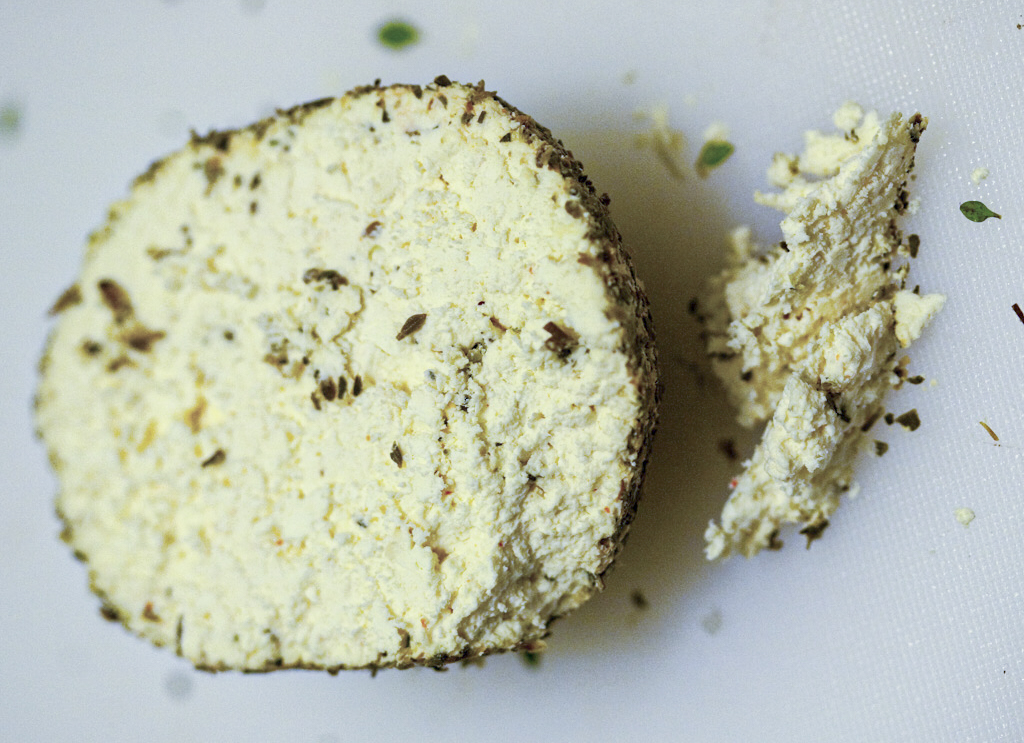
샨클리슈

### 메제
메제는 다음을 포함한다:
- 파테
- 마크두스
- 무함마라

## 같이 보기
- 레반트 요리
- 아랍 요리
- 아시아 요리
- 중동 요리
- 지중해 요리